# Station Les Abrets-Fitilieu
Station Les Abrets-Fitilieu is een spoorwegstation tussen Les Abrets en Fitilieu in de Franse gemeente Les Abrets en Dauphiné.